# 観音寺 (世田谷区宇奈根)
観音寺（かんのんじ）は、東京都世田谷区にある天台宗の寺院。

## 概要
永正年間（1504年～1521年）、実海僧正によって開山された。
元々は小田原に位置し、「円正寺」という名称であったが、天文年間(1532年～1555年)に兵火によって焼失し、元亀年間(1570年～1573年)に現在地に移転した。現在地移転の際に、寺号を「炎上」に通じる「円正」を避け、本尊の十一面観音にちなみ「観音寺」に改称した。

## 交通アクセス
- 小田急小田原線成城学園前駅より徒歩25分。または、バス玉07系統「下宿」下車
- 狛江駅・二子玉川駅(狛12・玉04系統)よりバス「交通安全センター入口」下車。